# L'Ivrogne (chanson)
Ne doit pas être confondu avec L'Ivrogne.
Pistes de Marieke
Le prochain amour Les prénoms de Paris
L'Ivrogne est une chanson écrite et interprétée par Jacques Brel sur une musique de Gérard Jouannest et François Rauber.  Extraite du 33 tours 25cm Marieke, elle sort en 1961, en super 45 tours.

## La chanson
Jacques Brel évoque un homme qui, venant d'être quitté par celle qu'il aime, décide volontairement de s'enivrer pour annihiler son mal de vivre.
Le refrain est le suivant :
Ami remplis mon verre
Encore un et je vas
Encore un et je vais
Non je ne pleure pas
Je chante et je suis gai
Mais j'ai mal d'être moi
Ami remplis mon verre
Ami remplis mon verre.

## Discographie
L'Ivrogne sort en disque, en 1961, sous différents formats :
45 tours promotionnel Philips 372.853F : Le Moribond - L'Ivrogne.
Super 45 tours Philips 432.518BE : Le Moribond - On oublie rien - L'Ivrogne.
33 tours 25cm Philips B76.513R, Marieke (disque paru sans titre à l'origine).